# 知夫郡
- 令制国一覧 > 山陰道 > 隠岐国 > 知夫郡
- 日本 > 中国地方 > 島根県 > 知夫郡

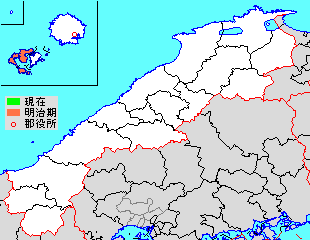
島根県知夫郡の位置

知夫郡（ちぶぐん）は、島根県（隠岐国）にあった郡。

## 郡域
1879年（明治12年）に行政区画として発足した当時の郡域は、現在の隠岐郡西ノ島町・知夫村にあたる。

## 歴史

### 古代

#### 式内社
『延喜式』神名帳に記される郡内の式内社。
| 神名帳                     | 神名帳          | 神名帳 | 神名帳       | 比定社             | 比定社                   | 比定社         | 集成 |
| 社名                       | 読み            | 格     | 付記         | 社名               | 所在地                   | 備考           | 集成 |
| -------------------------- | --------------- | ------ | ------------ | ------------------ | ------------------------ | -------------- | ---- |
| 知夫郡 7座（大1座・小6座） |                 |        |              |                    |                          |                |      |
| 由良比女神社               | ユラヒメノ      | 名神大 | 元名和多須神 | 由良比女神社       | 島根県隠岐郡西ノ島町浦郷 | （隠岐国一宮） |      |
| 大山神社                   | オホヤマノ      | 小     |              | 大山神社           | 島根県隠岐郡西ノ島町美田 |                |      |
| 海神社 二座                | アマノ          | 小     |              | 海神社             | 島根県隠岐郡西ノ島町別府 |                |      |
| 比奈麻治比売命神社         | ヒナマチヒメノ- | 小     |              | 比奈麻治比売命神社 | 島根県隠岐郡西ノ島町宇賀 |                |      |
| 真気命神社                 | マネノ-         | 小     |              | 真気命神社         | 島根県隠岐郡西ノ島町宇賀 |                |      |
| 天佐志比古命神社           | アマサシヒコノ- | 小     |              | 天佐志比古命神社   | 島根県隠岐郡知夫村郡     |                |      |
| 凡例を表示                 |                 |        |              |                    |                          |                |      |

### 近世以降の沿革

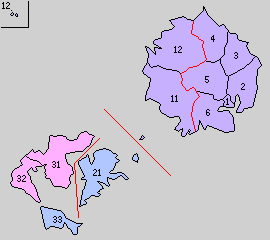
31.黒木村 32.浦郷村 33.知夫村（桃：西ノ島町 青：合併なし 1 - 6は周吉郡 11・12は穏地郡 21は海士郡）

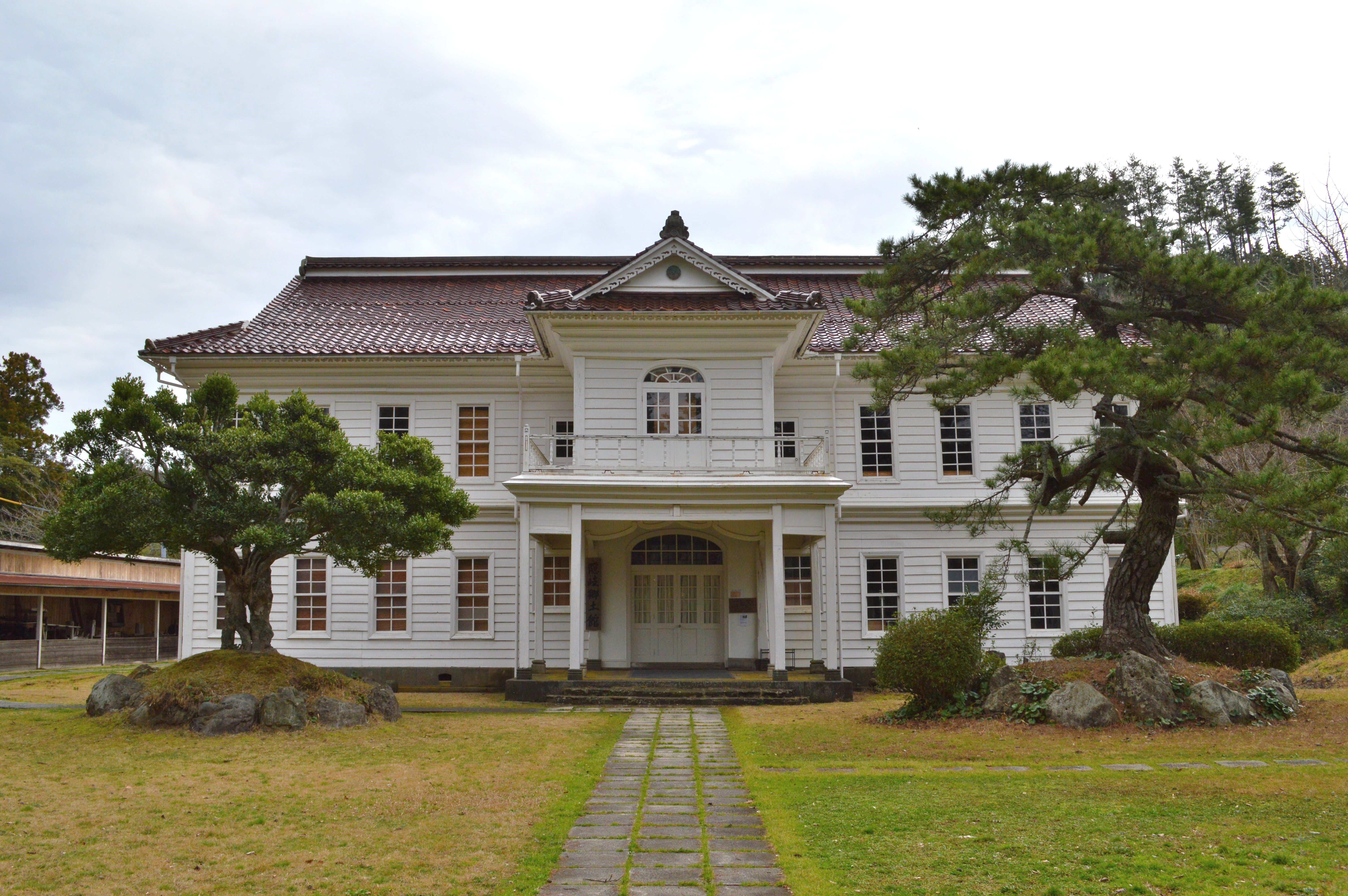
旧周吉郡・穏地郡・
海士郡・知夫郡役所1885年（明治18年）建築。現在は隠岐の島町郡に移築（隠岐郷土館）。

- 明治初年時点で、全域が幕府領（松江藩預地）であった。「旧高旧領取調帳」には知夫村、浦之郷村、美田村、別府村、宇賀村が記載。（5村）
- 慶応4年（1868年）
  - 3月20日（1868年4月12日） - 隠岐騒動により島民自治となる。
  - 11月6日（1868年12月19日） - 鳥取藩預地となる。
- 明治2年（1869年）
  - 2月25日（1869年4月6日） - 隠岐県の管轄となる。
  - 8月2日（1869年9月7日） - 大森県の管轄となる。
- 明治4年（1871年）
  - 6月25日（1871年8月11日） - 浜田県の管轄となる。
  - 11月15日（1871年12月26日） - 第1次府県統合により島根県の管轄となる。
  - 12月20日（1872年1月29日） - 鳥取県の管轄となる。
- 明治9年（1876年）8月21日 - 第2次府県統合により島根県の管轄となる。
- 明治12年（1879年）1月12日 - 郡区町村編制法の島根県での施行により行政区画としての周吉郡が発足。「周吉外三郡役所」が周吉郡中町に設置され、同郡および穏地郡・海士郡とともに管轄。
- 明治21年（1888年）4月 - 隠岐島庁が周吉郡西町に設置され、「周吉外三郡役所」が廃止。以降は地域区分名称となる。
- 明治37年（1904年）5月1日 - 「島根県隠岐国ニ於ケル町村ノ制度ニ関スル件」の施行により、以下の町村が発足。（3村）
  - 浦郷村（浦之郷村が単独村制。現・西ノ島町）
  - 黒木村 ← 美田村、別府村、宇賀村（現・西ノ島町）
  - 知夫村（単独村制。現存）
- 昭和21年（1946年）11月3日 - 浦郷村が町制施行して浦郷町となる。（1町2村）
- 昭和32年（1957年）2月11日 - 浦郷町・黒木村が合併して西ノ島町が発足。（1町1村）
- 昭和44年（1969年）4月1日 - 周吉郡・穏地郡・海士郡・知夫郡の区域をもって隠岐郡が発足。同日知夫郡消滅。